# Pyrenaearia cotiellae
Pyrenaearia cotiellae é uma espécie de gastrópode, uma lesma terrestre da família Hygromiidae.
É endémica da Espanha, onde foi observada somente na cordilheira Cotiella, nos Pirenéus. 
A lesma foi observada somente em um local, em elevações entre 2000 e 2,900 m. Sua distribuição total é de uma área menor do que 20 km². Vive em ambientes rochosos, incluindo rachaduras no calcário. É mais ativa quando as condições são úmidas, e inativa quando o clima é seco ou quando há queda de neve. A população provavelmente é estável, mas pode estar ameaçada por mudanças em seu habitat, causadas por alterações climáticas.